# Can Magí de les Alzines
Can Magí de les Alzines és una casa d'Òdena (Anoia) inclosa a l'Inventari del Patrimoni Arquitectònic de Catalunya.

## Descripció
Es tracta d'un masia formada per l'edifici principal (habitatge) i les dependències bàsiques de l'economia agrícola (celler, cups, corrals, graners...). D'aquests en destaca el celler, de grans dimensions i amb volta de pedra de punt rodó. La casa té planta baixa i pis. La porta d'entrada és d'arc de mig punt amb arrebossat imitant carreus. A la façana hi ha restes d'un rellotge de sol. A la banda est, un cos annexa amb la planta baixa i la galeria d'arcs de mig punt la que comunica amb el primer pis de la casa. L'edifici principal queda tancat per un pati.

## Història
Per les dades inscrites que l'edifici és del segle xviii i que en els diferents annexes s'hi ha fet reformes i ampliacions.
A la clau de la porta de la casa: 1756
Al celler: 1878
A la bassa: 1884
Al cobert tocant a la casa: 1882